# أشرف صدقي
أشرف صدقي مواليد 10 مارس 1968 في الإسكندرية، هو لاعب كرة سلة مصري. مثّل منتخب بلاده. شارك في دورة الألعاب الأولمبية الصيفية سنة 1988.

## روابط خارجية
- أشرف صدقي على موقع الاتحاد الدولي لكرة السلة (الإنجليزية)
- أشرف صدقي على موقع الاتحاد الدولي لكرة السلة (الإنجليزية)
- أشرف صدقي على موقع سبورتس رفرنس (الإنجليزية)
- أشرف صدقي على موقع أوليمبيديا (الإنجليزية)